# Sowing the Seeds of Love
Sowing the Seeds of Love est un single du groupe anglais Tears for Fears. Il est sorti en 1989 en tant que premier extrait de l'album The Seeds of Love.

## Analyse
La chanson est un pastiche des Beatles et a été produite dans un style qui rappelle leur son à la fin des années 1960.
Son écriture par Roland Orzabal débute en juin 1987 en écho aux élections générales britanniques de 1987 alors que Margaret Thatcher et le Parti conservateur ont remporté un troisième mandat consécutif. Sowing the Seeds of Love est une chanson ouvertement politique avec des paroles qui se référent à la victoire électorale de Thatcher (« Politician granny with your high ideals, have you no idea how the majority feels? »).
Le clip vidéo accompagnant ce single est réalisé par Jim Blashfield ; à l'automne 1990, il remporte deux prix lors des MTV Video Music Awards : "Best Breakthrough Video" et "Best Special Effects" (cette vidéo est également nommée dans deux autres catégories).

## Succès
Ce single connut un grand succès international atteignant le Top 20 dans de nombreux pays à l'automne 1989, pointant notamment dans le Top 5 aux États-Unis (n°2) et se classant même n°1 au Canada. Ce morceau qui constituait le retour discographique de Tears for Fears après plusieurs années d'absence, représente dans le même temps l'un des derniers grands hits du groupe.